# Pilea rivularis
Pilea rivularis är en nässelväxtart som beskrevs av Hugh Algernon Weddell. Pilea rivularis ingår i släktet pileor, och familjen nässelväxter. Inga underarter finns listade i Catalogue of Life.